# اسفنج دریایی
اسفنج‌های دریایی یک فرمانرو عظیم از سلسله جانوران و فرمانرو بی‌مهرگان هستند. سه ویژگی مهم اسفنج‌ها اینست که وسیله حرکتی ندارند، ناجنبنده‌اند و شکل معینی ندارند. این موجودات قدیمی‌ترین و اولین جانوران منقرض نشده هستند. اسفنج‌های دریایی از نظر علمی شاخه‌ای از جانوران را تشکیل می‌دهند که اسفنج‌تباران (Spongiaria) یا روزنک‌تباران (Porifera) نامیده می‌شود. این شاخه، شاخه‌ای از جانوران آبزی غالباً دریازی پالیده‌خوار است که استخوان‌بندی آن‌ها از رشته‌های کلاژنی و سوزنه‌های (spicules) کلسیمی یا سیلیسی تشکیل شده است و یاخته‌های تخصصی آن‌ها به‌صورت بافت سازماندهی‌نشده است.
اسفنج‌ها، موجوداتی بی‌مهره هستند که در دریا زندگی می‌کنند. تا قرن گذشته بعضی از مردم اسفنج‌ها را به اشتباه جزو گیاهان می‌دانستند، امّا در اصل اسفنج غذاسازی نمی‌کند و بنابراین اسفنج‌ها در دستهٔ جانوران محسوب می‌شوند و چون غذاسازی ندارند مصرف‌کننده و هترو تروف شامل می‌شوند. این جانوران از هر لحاظ ساده هستند. اسفنج‌ها به‌طور کلّی توانایی حرکت ندارند امّا در نمونه‌های نادر در حال خزیدن دیده می‌شود. این جانوران نه اندامی برای بینایی دارند و نه اندامی برای شنوایی؛ امّا باز هم در نمونه‌های نادر توانایی عکس‌العمل در برابر نور و روشنایی را دارند.
اسفنج‌ها، پریاختگانی هستند که به حالت ثابت زیست نموده و دارای اسکلت داخلی کلسیتی یا سیلیسی می‌باشند. پدیده‌های جانشینی مانند سیلیسی شدن و کلسیتی شدن تا حدودی تشخیص انواع فسیل‌های آهکی اسفنج‌ها را از اسفنج‌های سیلیسی مشکل می‌نماید.

## زندگی اسفنج‌ها در محیط‌های آبی
به‌طور کلی اسفنج‌ها در دریاها (آب‌های شور) یا (آب‌های شیرین) زندگی می‌کنند. اکثراً دریازی هستند و برخی در اب شیرین زندگی می‌کنند. در کف دریاهای کنونی توده‌های عظیمی از اسفنج‌ها پراکنده هستند. انواع مختلفی از اسفنج‌های آهکی در تمام مناطق کره زمین زندگی می‌کنند. اسفنج‌ها چون از جانوران ثابت هستند به اجسام سخت احتیاج دارند؛ بنابراین تجمع آن‌ها در حوضچه‌هایی که کف آن از قلوه‌سنگ، تخته سنگ، ریگ و شن و ماسه پوشیده شده باشد بیشتر است.

## اسفنج‌ها در آب‌های نیم کره جنوبی
اسفنج‌ها در آب‌های نیم‌کرهٔ جنوبی گسترش بیشتری دارند؛ و در حقیقت در تمام آب‌های نیم‌کرهٔ جنوبی به عمق ۱۰۰ تا ۵۰۰ متری سکونت دارند و این موضوع به علت حرکت کوه‌های یخی است که به‌طور دائم به اقیانوس وارد می‌شوند و شرایط لازم را برای زیستن اسفنج‌ها فراهم می‌سازند. اسفنج‌های آهکی در ااعماق کم و اسفنج‌های سیلیسی در ااعماق زیاد زندگی می‌کنند. اسفنج‌های دارای سوزنه‌های (اسپیکول‌های) چهارمحوری و شاخی سیلیسی هم در ااعماق کم و هم در ااعماق زیاد زندگی می‌کنند. بررسی‌های کنونی نشان داده است که بعضی از اسفنج‌ها تا عمق ۶۰۰۰ متری دریا می‌توانند زندگی کنند. این قبیل اسفنج‌ها دارای تیغه‌های درازی نظیر خارداران هستند و شکل آن‌ها نیز کشیده می‌باشد. اصولاً در آب‌های سرد مثل قطب‌ها اسفنج‌ها پراکندگی بیشتری دارند. اسفنج‌های شاخی اصولاً در آب‌های استوایی تا عرض جغرافیایی ۴۵ درجه پراکندگی دارند. از اسفنج‌های شاخی و اسپونژینی اثری خارج از این حوزه نیست. در اسفنج‌های دیگر، هر قدر به طرف قطبین نزدیک شویم سوزنه‌ها درشت‌تر می‌شوند. شوری آب تأثیر زیادی در زندگی اسفنج‌ها دارد. اگر میزان شوری تغییر یابد، تعداد آن‌ها نیز کاسته خواهد شد. جریان آب نیز تأثیر زیادی در زندگی اسفنج‌ها دارد. تکثیر اسفنج‌ها در مناطقی که آب جریان دارد بیشتر است.

## محل زیست اسفنج‌ها
شکل اسفنج‌ها نسبت به محیط زیست‌شان متغیر است. شکل اسفنج‌های داخل خلیج‌ها بادبزنی با صفحات چین‌خورده، در آب‌های متلاطم به شکل انگشتی و اسفنج‌های مناطق کم‌عمق، پوستی یا بالشی می‌باشند. در زمان جزر و مد دریاها موقعی‌که اسفنج‌ها در خشکی قرارگیرند، دهان‌هایشان را می‌بندند تا از خروج آب از بدن‌شان جلوگیری شود. به‌طور کلی اسفنج‌های امروزی در منطقه کرانه‌ای تا نسبتاً عمیق دریا زندگی می‌کنند و هیچ‌وقت کلنی حقیقی را تشکیل نمی‌دهند. مطالعهٔ اسفنج‌ها در گذشته نشان می‌دهد که زندگی اسفنج‌ها در گذشته از نظر عمق‌سنجی با انواع کنونی فرق می‌کند؛ مثلاً در سنگ‌های دوره کرتاسه غالباً در رخساره‌های ساحلی پیدا می‌شوند ولی در زمان‌های بعدی به‌تدریج به ااعماق زیادتر مهاجرت نموده‌اند؛ بنابراین می‌توان نتیجه گرفت که اسفنج‌ها در گذشته از ااعماق کم به ااعماق زیادتر مهاجرت داشته‌اند. از طرفی اسفنج‌های امروزی غالباً انفرادی هستند ولی در انواع گذشته زندگی آن‌ها به حالت کلنی و آبسنگی بوده است و سنگواره‌های آن‌ها با آبسنگ‌های مرجانی و خزه‌زی و غیره همراه می‌باشند. در علم دیرینه‌شناسی از فسیل سوزن اسفنج‌ها در تشخیص نوع محیط رسوبی استفاده می‌کنند. اسفنج‌ها ساده‌ترین حیوانات پر سلولی هستند و به عبارت دیگر پست‌ترین یا ابتدایی‌ترین جانوران پر سلولی‌اند. به‌طور کلی محیط زیست آن‌ها آبی و غالباً دریایی بودند و به جسم خارجی متصل‌اند. بدن اسفنج‌ها شبیه یک کیسه تو خالی است که در قاعده به وسیله یک پایه یا بدون پایه به جسمی متصل شده است. دیواره آن پر از سوراخ‌های ریز است و از این جهت به آن‌ها روزنک‌تباران می‌گویند. نکات مهم دربارهٔ اسفنج‌ها =تنوع سلولی در اسفنج‌ها خیلی کم است مشخص‌ترین سلول‌ها در دیواره داخلی بدن اسفنج‌ها -سلول‌های یقه دار هستند- این سلول‌ها با حرکات تازک‌های خود آب و مواد غذایی را از اب گرفته و به درون سلول می‌برد و مواد زاید را از طریق یک منفذ خروجی بزرگ به بیرون می‌رانند
اسفنج‌ها هم از راه جوانه زدن و هم از راه جنسی تولید مثل می‌کنند.
کارتون‌هایی هم مثل باب اسفنجی شلوار مکعبی بسیار زیبا شهرت این جانور دریایی را بیشتر کرده است.

## ریخت‌شناسی
اسکلت خارجی این جانوران به‌طور معمول از جنس آهک است. امّا رنگ‌های اسفنج‌ها رنگ‌های گوناگونی دارند و در یک یا دو رنگ منحصر نمی‌شوند. البتّه این رنگ‌ها بستگی به زیستگاهشان هم دارد؛ مثلاً اسفنج دریاهای مناطق گرمسیر رنگ‌های بسیار درخشانی دارند.
اسفنج‌ها ساده‌ترین حیوانات پرسلولی هستند و به عبارت دیگر پست‌ترین یا ابتدایی‌ترین جانوران پر سلولی‌اند. به‌طور کلی محیط زیست آن‌ها آبی و غالباً دریایی بودند و به جسم خارجی متصل‌اند. بدن اسفنج‌ها شبیه یک کیسه تو خالی است که در قاعده به وسیله یک پایه یا بدون پایه به جسمی متصل شده است. دیواره آن پر از سوراخ‌های ریز است و از این جهت به آن‌ها روزنک‌تباران گفته می‌شود. حفره میانی را اسپونگوسل گویند که خود از بالا توسط منفذی به نام اسکولوم (دهانه) به خارج باز می‌شود. اسپونوگوسل در برخی از اسفنج‌ها بزرگ و عمیق و در بعضی دیگر کوچک و کم عمیق است. از نظر شکل بسیار متفاوتند و ممکن است به اشکال مختلف، استوانه‌ای، منشوری، کروی، مخروطی، گلدانی شکل، دیسکی شکل و… دیده شوند. برخی از آن‌ها دارای پایه کوتاه یا بلند هستند. شکل حیوان ن در برخی ثابت است و در عده‌ای دیگر ممکن است متغیر باشد. ابعاد آن غالباً بین ۱ میلی‌متر تا ۲ متر در قطر و ارتفاع تغییر می‌کند. اسفنج‌های عهد حاضر اکثراً به رنگ خاکستری یا خرمایی کم رنگ دیده می‌شوند اما گاهی به رنگ‌های قرمز روشن، آبی، بنفش و سیاه نیز دیده شده‌اند.

## نوع تغذیه
اسفنج‌ها، دستگاهی برای گوارش غذا وبه‌طور کلّی دستگاهی در بدن ندارند. ولی دستگاه گردش آب دارند که بوسیله آن نیازهای غذایی و حیاتی یاخته‌های خود را برطرف می‌کنند. بر روی پوست سخت بدن اسفنج سوراخ‌هایی وجود دارد که به طریق آن‌ها آب به داخل اسفنج وارد می‌شود. این سوراخ‌ها را یاخته‌هایی به نام اسپیکول ساخته است. درون سوراخ‌ها را یاخته‌هایی به نام یاخته‌های یقه‌دار فرش کرده‌اند. این یاخته‌ها باعث جریان آب در سوراخ‌ها می‌شوند. آبی که به وسیله این سوراخ‌ها و جریان‌ها وارد بدن اسفنج می‌شود، حاوی مواد ریز غذایی و اکسیژن محلول درآب دریا است. وقتی یاخته‌های یقه‌دار غذا را جذب خود کردند، آن را به یاخته‌های آمیب‌شکل که سرگردان هستند تحویل می‌دهند. این یاخته‌ها وقتی مواد غذایی ریز را دریافت کردند به نقاطی از بدن اسفنج که نیاز به غذا دارند می‌رساند. مواد زائد این آب که استفاده غذایی ندارند، از سوراخ بزرگ بالای اسفنج خارج می‌شوند. این سوراخ بزرگ اسکولوم نام دارد.

## نکاتی دربارهٔ اسفنج‌ها
- اکثر مردم اسفنج و مرجان را با هم اشتباه می‌گیرند. تفاوت عمده اسفنج با مرجان نرم بودن اسفنج و سفت و سخت بودن مرجان است.
- از اسفنج برای مصارف بهداشتی مثل لیف حمّام هم استفاده می‌شود. برای لیف حمّام اوّل صیّادان اسفنج را گرفته، سپس آن را آن قدر لِه می‌کنند تا همه سلّول‌هایش بمیرند تا فقط اسکلت خارجی آن بماند.
- اگر شما یک سلّول زندهٔ اسفنج را در آب بیندازید، هفته آینده‌اش شما به اندازهٔ یک نخود اسفنج خواهید داشت! این امر قدرت رشد و ترمیم‌پذیری اسفنج را نشان می‌دهد.
- اگر اسفنج را تکه‌تکه کنیم و حتی از صافی عبور دهیم، بعد از مدتی فقط یک اسفنج خواهیم دید؛ این نشان دهندهٔ قابلیت زیاد ترمیم اسفنج‌هاست.

## طبقه‌بندی اسفنج‌ها
اسفنج‌ها، از روی ظاهرشان به سه ردهٔ شیشه‌ای، آهکی و بزرگ تقسیم می‌شوند. اکثراً ردهٔ شاخی که به صورت شاخه شاخه است و اعضای آن با مرجان‌های شاخه‌ای اشتباه گرفته می‌شوند؛ رده جدید به نام اسفنج‌های همگون‌سوزنه نیز پذیرفته شده است.

## رده‌ها
- اسفنج‌های شیشه‌ای (شش‌پره‌ویسان Hexactinellida)
- اسفنج‌های آهکی (آهک‌ویسان Calcarea)
- اسفنج‌های شاخی (بس‌اسفنج‌ویسان Demospongea)
- اسفنج‌های همگون‌سوزنه (همگون‌سوزنه‌ویسان Homoscleromorpha)